# Sornin

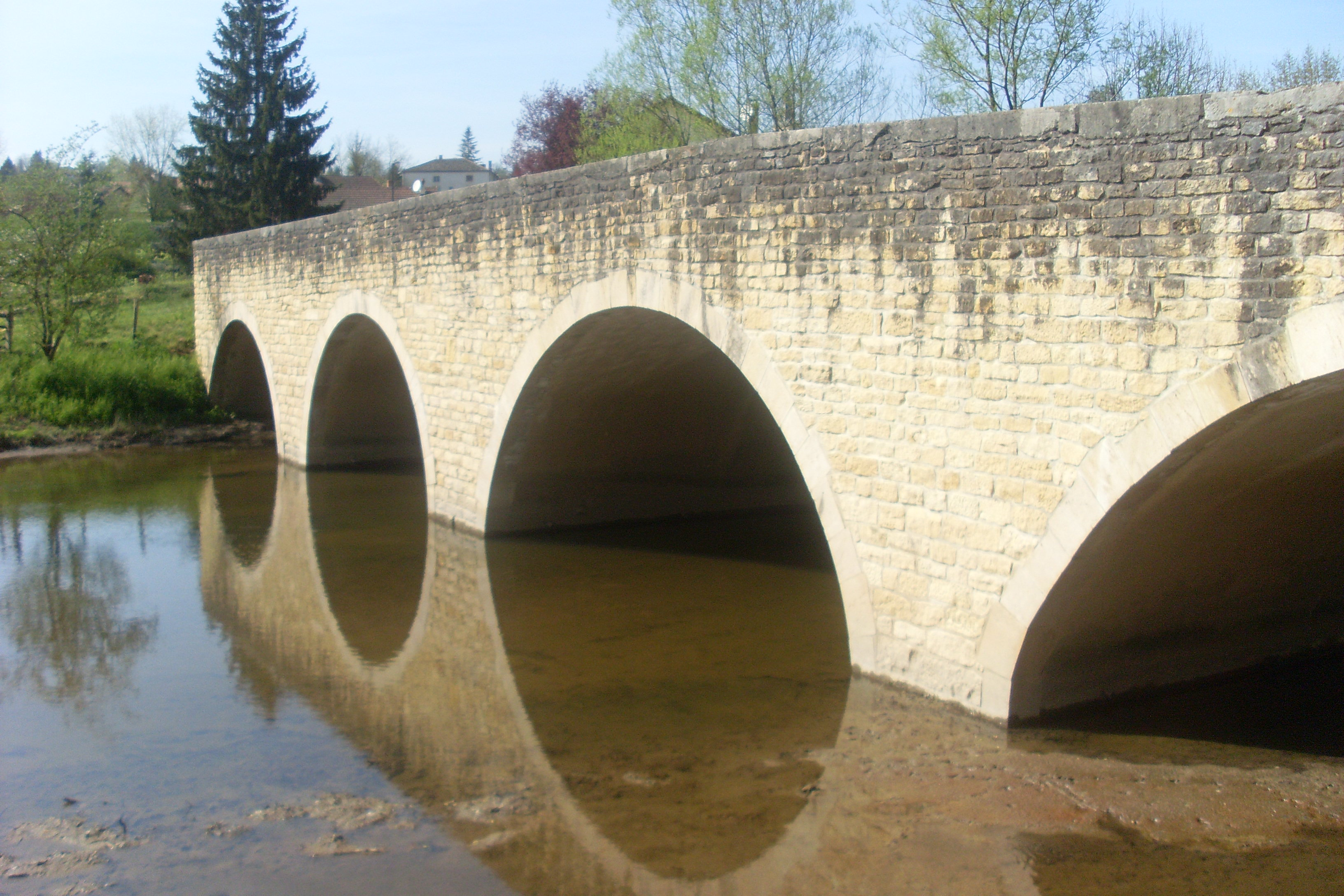

Le Sornin est une rivière française qui coule dans les départements du Rhône, de la Loire et de Saône-et-Loire. C'est un affluent direct de la Loire en rive droite.

## Géographie
La longueur de son cours d'eau est de 47 km. Le Sornin se jette dans la Loire (rive droite) à Pouilly-sous-Charlieu, à une douzaine de kilomètres en aval de Roanne.

## Communes et cantons traversés

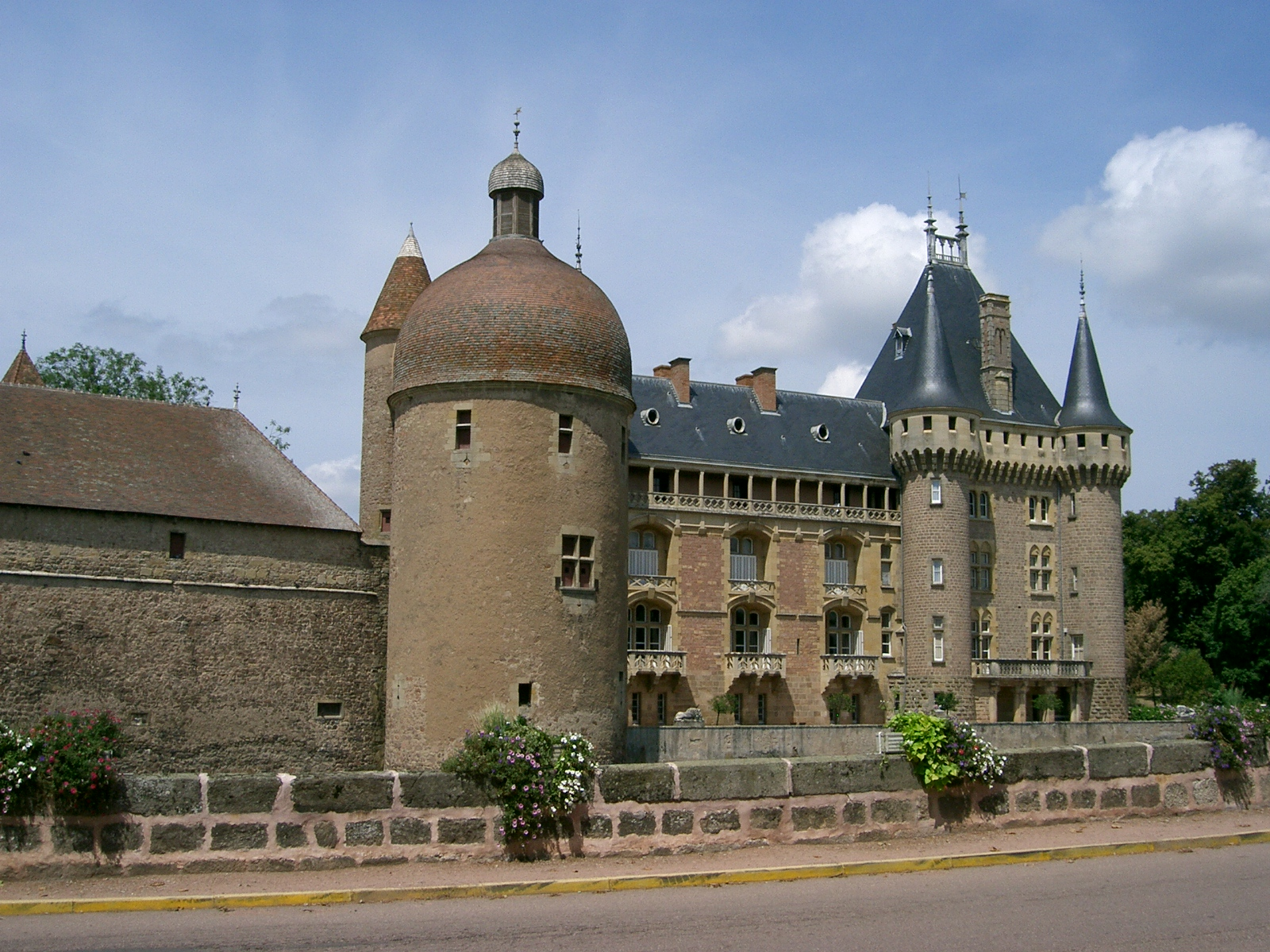
le château de la Clayette.

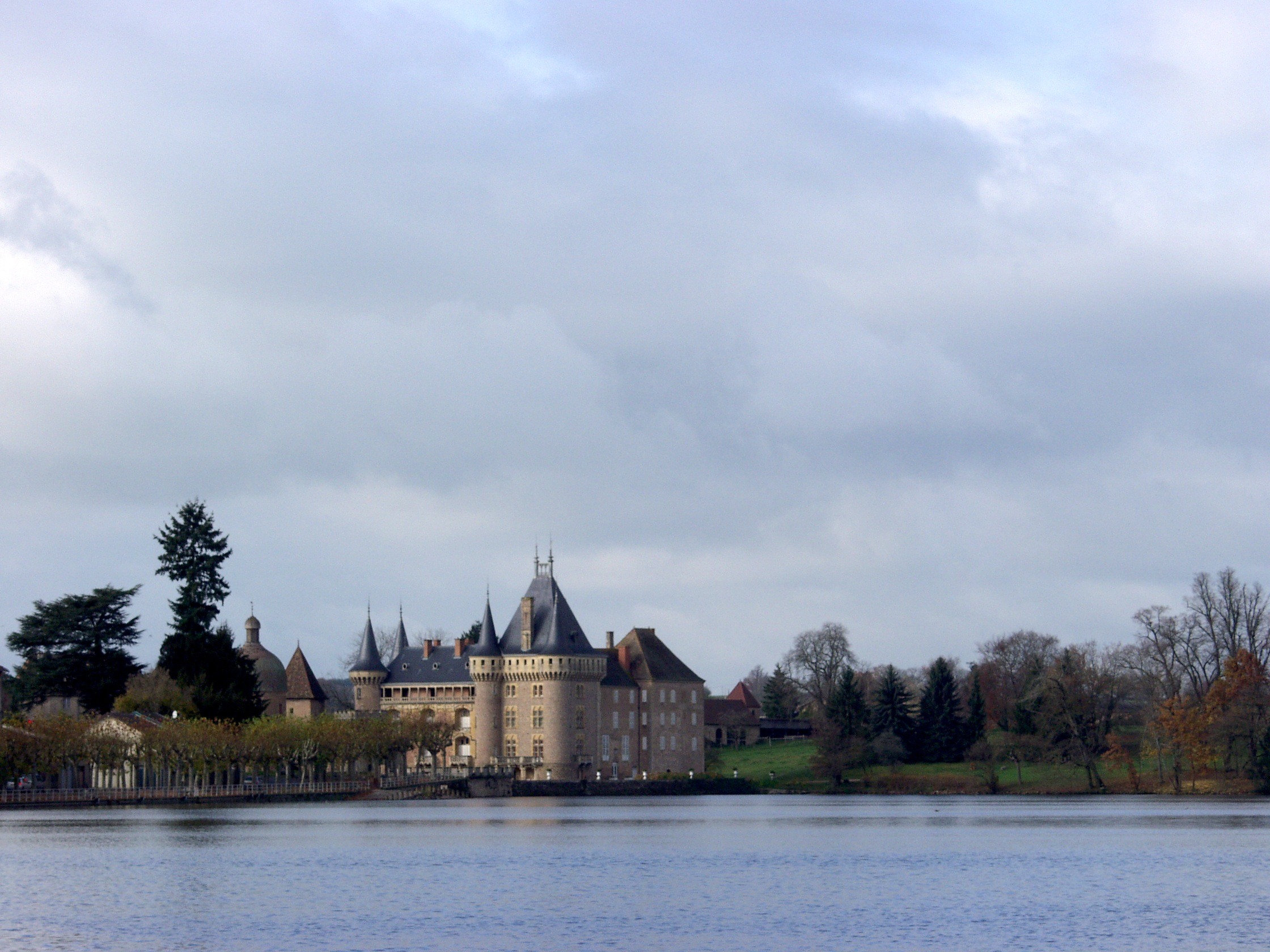
le château de la Clayette sur la Genette.

Dahns les trois départements de la Loire, Rhône et Saône-et-Loire, le Sornin traverse dix-huit communes :
- dans le sens amont vers aval : Saint-Bonnet-des-Bruyères (source), Aigueperse, Saint-Racho, Varennes-sous-Dun, La Clayette, Baudemont, La Chapelle-sous-Dun, Chassigny-sous-Dun, Saint-Maurice-lès-Châteauneuf, Châteauneuf, Saint-Martin-de-Lixy, Saint-Edmond, Saint-Denis-de-Cabanne, Charlieu, Chandon, Saint-Nizier-sous-Charlieu, Pouilly-sous-Charlieu, Briennon.

Soit en termes de cantons, le Sornin prend source dans le canton de Monsols, traverse les canton de la Clayette, canton de Chauffailles, canton de Charlieu et conflue dans le canton de Roanne-Nord, le tout dans les trois arrondissement de Villefranche-sur-Saône, arrondissement de Charolles et arrondissement de Roanne.

## Affluents
Le Sornin a vingt affluents référencés ou plutôt huit bras, et douze affluents.
Son principal affluent est le Botoret (rg) 23,4 km qui prend sa source à 700 m d’altitude au col des Aillets sur la commune de Belleroche (Loire). Il rejoint le Sornin au pont de Char sur la commune de Saint-Denis-de-Cabanne à 278 m d'altitude.
Ses autres affluents d’amont en aval sont :
- le ruisseau le Sornin homonyme (rg), 11,9 km, sur les quatre communes de Saint-Clément-de-Vers, Saint-Igny-de-Vers, Saint-Racho, et Propières.
- le ruisseau le Bief (rd), 3,3 km, sur les deux communes de Châtenay, et Saint-Racho.
- le ruisseau de la Proie (rg), 12,7 km, sur la seule commune de Varennes-sous-Dun.
- la Genette ou ruisseau du Fourneau ou ruisseau de la Bazolle (rd), 15,6 km, qui prend sa source dans la montagne de Saint-Cyr, sur la commune de Montmelard (Saône et Loire), et traverse cinq communes.
- le ruisseau le Grinçon (rg), 3,5 km, sur les deux communes de Varennes-sous-Dun, et La Chapelle-sous-Dun.
- les Barres ou ruisseau des Monts (rd), 7,9 km, sur les cinq communes de Vareilles, Baudemont, Saint-Maurice-lès-Châteauneuf, Chassigny-sous-Dun, et Saint-Laurent-en-Brionnais.
- le Mussy ou ruisseau de Mousset (rg), 20,3 km, qui prend sa source au Cul du Loup sur la commune de Propières (Rhône), et traverse neuf communes.
- le ruisseau des Equetteries (rd), 11,1 km, qui prend sa source au bois de la Jugnon sur la commune de Vauban (Saône-et-Loire), et traverse six communes.
- le Bezo (rd), 18,6 km, qui prend sa source aux Bassets sur la commune de Saint-Christophe-en-Brionnais (Saône-et-Loire).
- le Chandonnet (rg), 16,6 km, qui prend sa source à Chabas sur la commune du Cergne (Loire), et traverse sept communes.
- l'Aillant (rg), 7,8 km, sur les deux communes de Pouilly-sous-Charlieu, et Saint-Hilaire-sous-Charlieu.

## Hydrologie
Le Sornin est une rivière très abondante, comme tous les cours d'eau issus de la partie occidentale des monts du Beaujolais. Son débit a été observé sur une période de 18 ans (1970-1987), à Charlieu, localité du département de la Loire située à une quinzaine de kilomètres au nord-nord-est de Roanne, peu avant son confluent avec la Loire. Le bassin versant de la rivière y est de 457 km2 soit la quasi-totalité de ce dernier.
Le module de la rivière à Charlieu est de 7,44 m3/s.
Le Sornin, rivière de moyenne montagne, présente des fluctuations saisonnières de débit très marquées, comme bien souvent dans l'est de la France, avec des hautes eaux d'hiver et de printemps portant le débit mensuel moyen à un niveau situé entre 9,2 et 14,3 m3/s, de décembre à mai inclus (avec un maximum en février), et des basses eaux d'été, de juillet à septembre, avec une baisse du débit moyen mensuel jusqu'à 1,44 m3/s au mois d'août. Mais les fluctuations sont bien plus prononcées sur de courtes périodes, et aussi d'après les années.
À l'étiage, le VCN3 peut chuter jusque 0,075 m3/s, en cas de période quinquennale sèche, soit 75 litres par seconde, ce qui est très sévère pour une rivière de cette importance, mais assez normal dans les régions nord-est du massif central.
Les crues peuvent être très importantes. Les QIX 2 et QIX 5 valent respectivement 130 et 200 m3/s. Le QIX 10 est de 250 m3/s, le QIX 20 de 300 m3/s, tandis que le QIX 50 n'a pas été calculé, faute de durée d'observation suffisante.
Le débit instantané maximal enregistré à la station de Charlieu a été de 339 m3/s le 17 mai 1983, tandis que la valeur journalière maximale était de 221 m3/s le 26 avril 1983. En comparant la première de ces valeurs à l'échelle des QIX de la rivière, il ressort que cette crue était plus que vicennale.
Pour se faire une idée de l'importance de ces débits, on peut les comparer à un des affluents de la Seine au sud-est de Paris, le Loing, réputé jadis pour ses débordements, et quelque peu régularisé depuis (la surface de bassin est de 4 150 km2). Le QIX 10 du Loing en fin de parcours vaut seulement 190 m3/s (contre 250 pour le Sornin) et son QIX 20 se monte à 220 m3/s (contre 300 pour le Sornin). Ainsi malgré un bassin près de neuf fois moins étendu et un débit moyen d'à peu près 40 % de celui du Loing, le volume des crues du Sornin l'emporte largement sur celles du Loing.
Le Sornin est une rivière abondante, alimentée par des précipitations elles aussi abondantes, dans les régions nord-est du Massif central. La lame d'eau écoulée dans son bassin versant est de 515 millimètres annuellement, ce qui est très élevé, de loin supérieur à la moyenne d'ensemble de la France (320 millimètres), mais aussi largement supérieur à la moyenne du bassin de l'Allier (326 millimètres à son confluent) et de la Vienne (319 millimètres à Nouâtre). Le débit spécifique de la rivière (ou Qsp) atteint 16,3 litres par seconde et par kilomètre carré de bassin.